# Ронилово
Рони́лово (фин.  и эст. Ronila) — деревня в Гатчинском муниципальном округе Ленинградской области.

## История

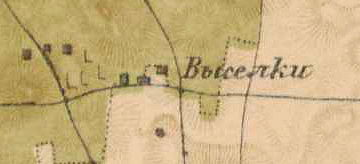
Земли деревни Ронилово. 1885 год

На карте 1885 года селение представлено в виде безымянных выселок.
Согласно данным переписи населения СССР 1926 года в деревне хуторского типа Ронилово Борницкого сельсовета Венгисаровской волости Троцкого уезда проживали 53 человека, большинство из них эстонцы, а также финны и русские.

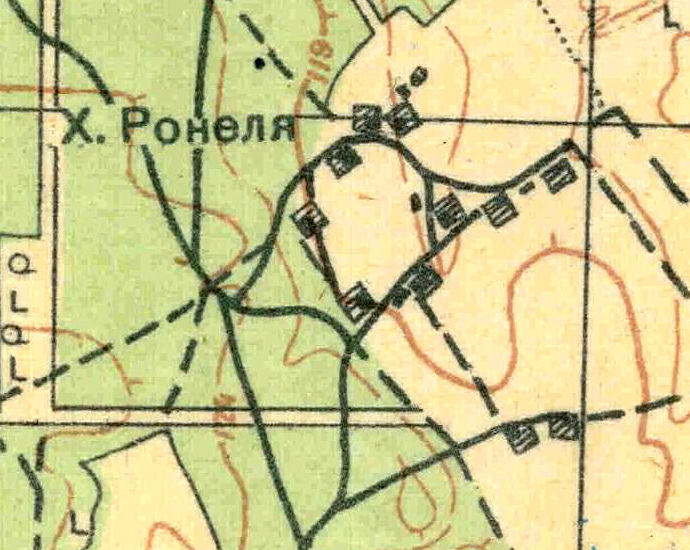
Земли деревни Ронилово. 1931 год

Согласно информации топографических карт 1913 и 1931 года на землях современной деревни Ронилово располагался хутор Ронеля.
По административным данным 1933 года деревня называлась Ронилово и входила в состав Войсковицкого финского национального сельсовета Красногвардейского район.
По данным 1966 года деревня Ронилово находилась в составе Елизаветинского сельсовета.
По данным 1973 года деревня входила в состав Большеондровского сельсовета.
По данным 1990 года деревня Ронилово входила в состав Сяськелевского сельсовета Гатчинского района.

## География
Деревня расположена в северо-западной части района близ автодороги А120 (Санкт-Петербургское южное полукольцо).
Расстояние до административного центра поселения, деревни Сяськелево — 3 км.
Расстояние до ближайшей железнодорожной станции Войсковицы — 5 км.

## Демография
| 1997 | 2002 | 2006 | 2007 | 2010 | 2012 | 2013 |
| ---- | ---- | ---- | ---- | ---- | ---- | ---- |
| 16   | →16  | ↗17  | ↗20  | ↘9   | ↗12  | →12  |
| 2017 |      |      |      |      |      |      |
| ↘10  |      |      |      |      |      |      |

В 1997 году в деревне проживали 16 человек. 
По состоянию на 1 января 2007 года в деревне находилось 7 домохозяйств, где проживали 20 человек, в 2010 году — 9 человек .

### Национальный состав
В 2002 году в деревне проживали 16 человек, из них русские — 14 человек.
Согласно данным Всероссийской переписи населения 2021 года в деревне проживали 88 человек, из них:
 русские — 87, азербайджанцы — 1 человек.